# کرب
کرکو، کَرب، کَرف (نام علمی: Acer campestre) درختی است با برگ‌های پهن و پاییز ریز. این درخت بومی بسیاری از کشورهای اروپا می‌باشد. افرای پرچین مخصوص ارتفاعات و جنگل‌های کوهستانی است. رشد مناسب این درخت در آفتاب کامل یا سایه کم صورت می‌گیرد. رشد طولی آن به ندرت از ۱۵ متر بالاتر می‌رود. افرای پرچین خاک نم‌دار و حاصلخیز را بیشتر ترجیح می‌دهد. برگ‌های جوان به رنگ بنفش مایل به سرخ و برگ‌های بالغ سبز پررنگ هستند. در فصل پاییز برگ‌ها طلایی یا زرد متمایل به قرمز است. گل درخت افرای پرچین به صورت خوشه‌هایی از گل‌های زرد متمایل به سبز در بهار است و میوه آن به شکل فندقه بالدار است.

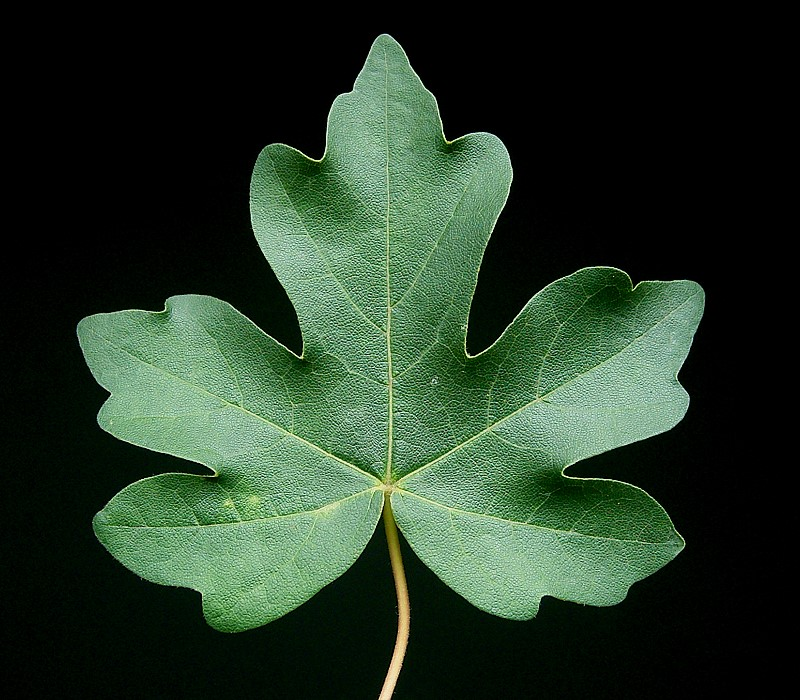
نمونه برگ درخت

شتاب نمو افرای پرچینی کم است و دارای بافت میانه است. این گیاه در مقابل یخبندان، طوفان، آلودگی هوا، هوای خشک پایدار است. شکل درخت افرای پرچین دایره‌گون است و شاخه‌های آن انعطاف‌پذیر هستند. چوب درخت سفید است و همچنین سخت و محکم است و برای مبل، کف پوش‌ها و آلات موسیقی به کار گرفته می‌شود. تکثیر افرای پرچین به شیوه بذر است. درخت از آنجا که گونه‌ای مقاوم و سازگار است، در بیشتر زمین‌ها و حتی به صورت خودروی یافت می‌شود.

## نگارخانه

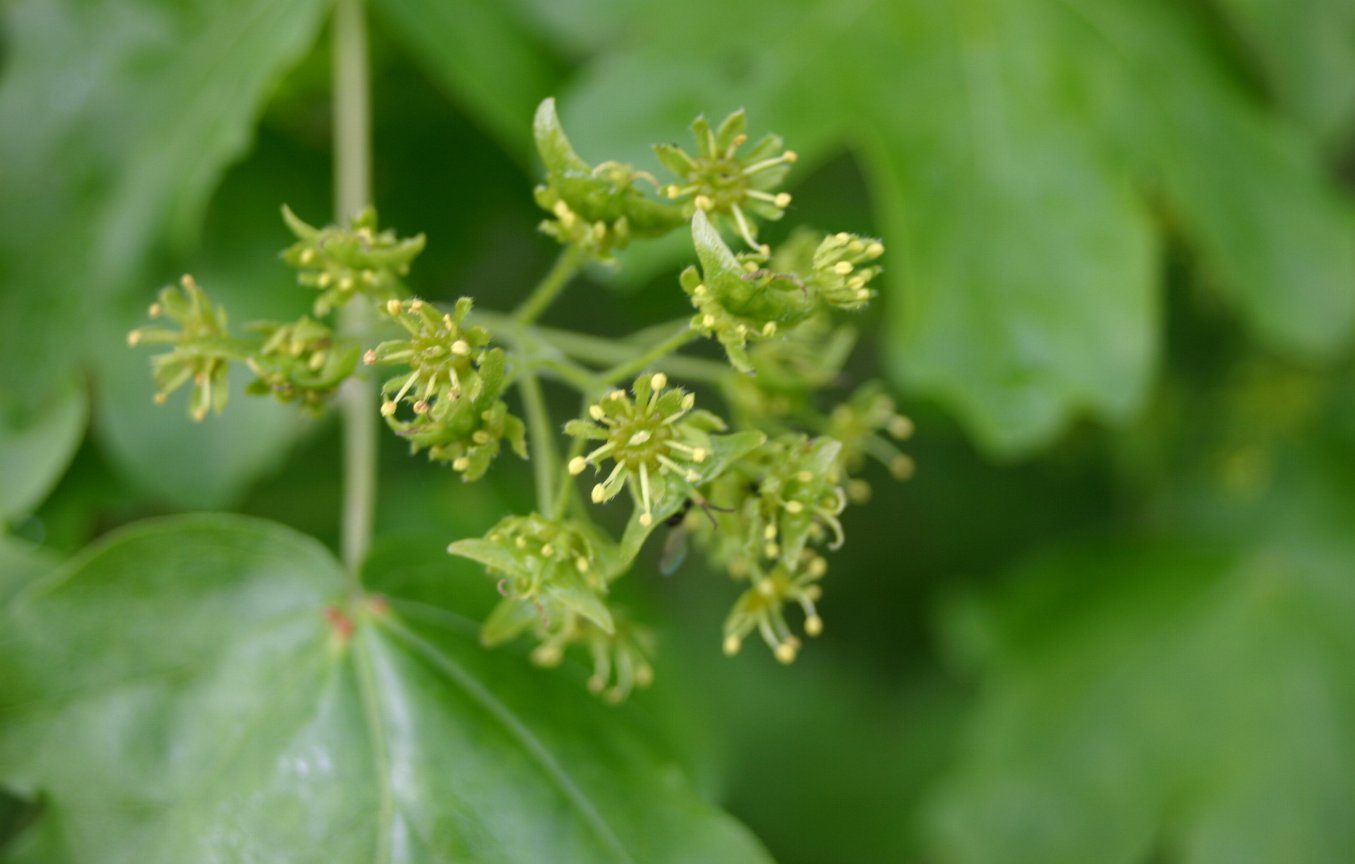
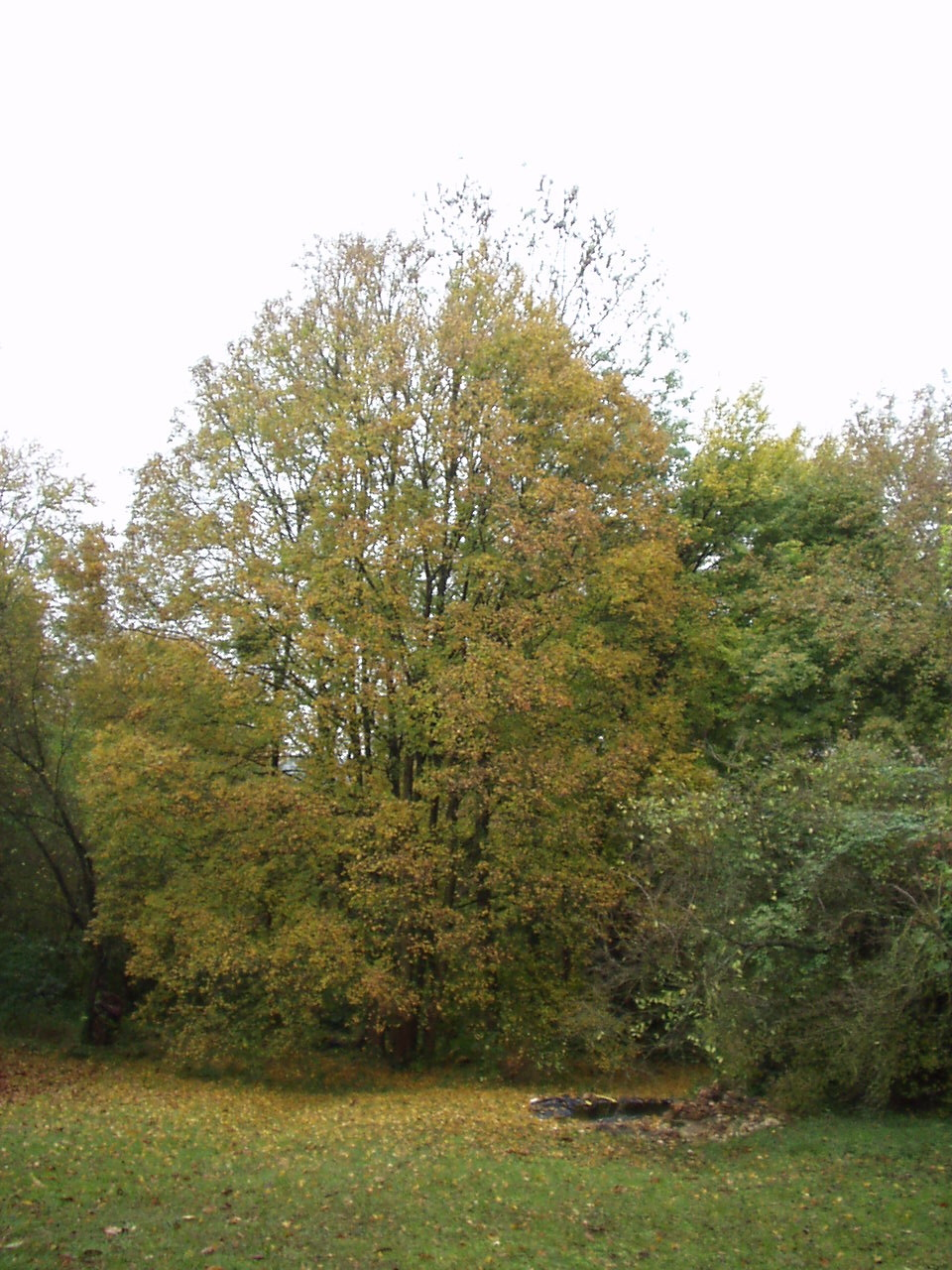
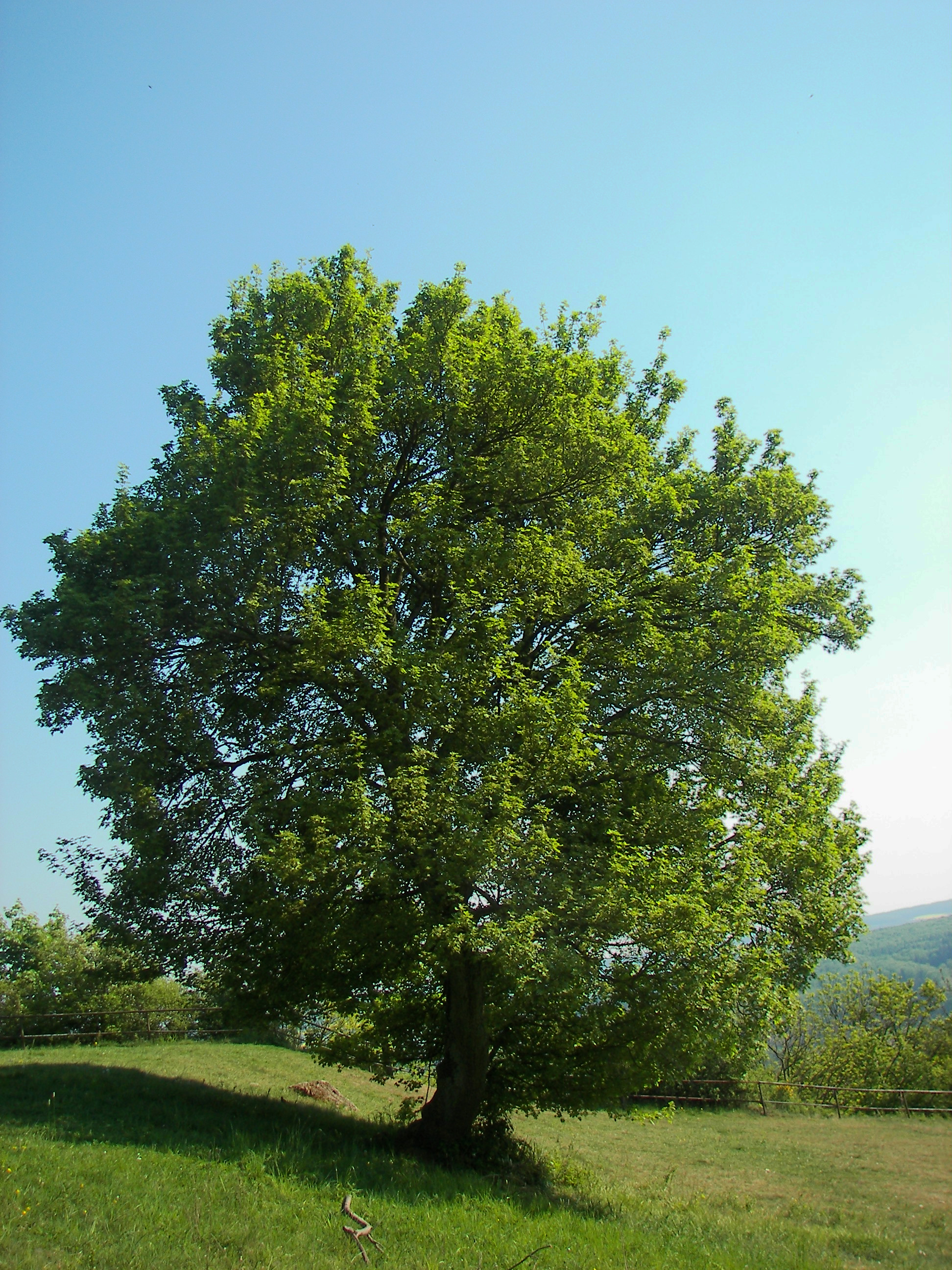